# Kyle Cone
Der Kyle Cone ist ein exponierter Vulkankegel auf der antarktischen Ross-Insel. Unweit des Kap Crozier am östlichen Ende der Insel ragt er 1,9 km westnordwestlich des Gipfels von The Knoll auf.
Das New Zealand Antarctic Place-Names Committee benannte ihn nach dem neuseeländischen Geochemiker Philip Raymond Kyle (* 1947), der zwischen 1969 und 1970 im Rahmen einer Kampagne der Victoria University’s Antarctic Expeditions an Untersuchungen dieses Vulkankegels beteiligt war.